# Proton Gen-2
Proton Gen-2 – samochód osobowy typu hatchback produkowany w od 2004 roku przez malezyjski koncern Proton.

## Historia modelu

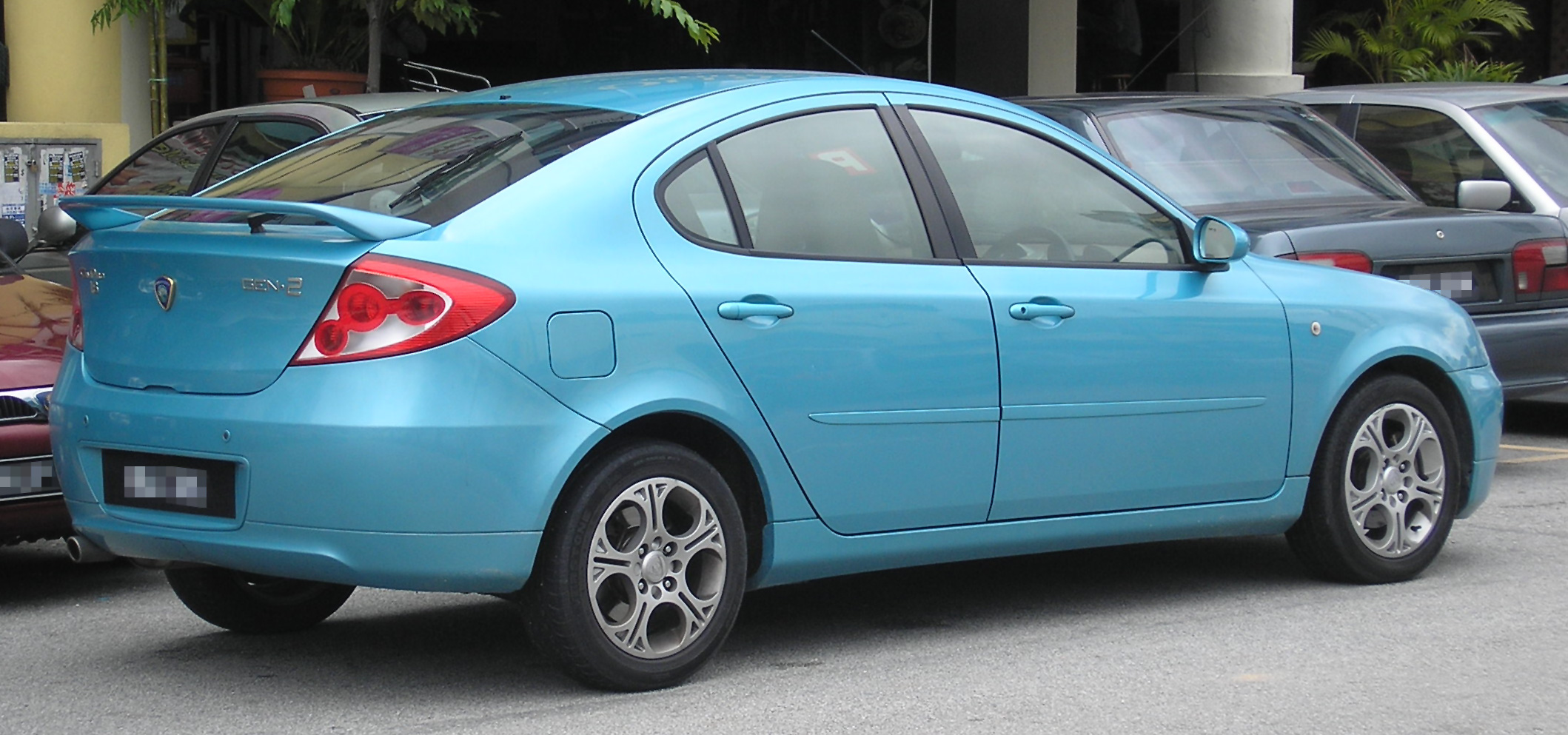
Proton Gen-2 - tył

Na Serdang Motor Show w 2003 roku zaprezentowano nowy kompaktowy model Protona - model Gen-2. Jest to pierwszy model Protona własnej konstrukcji. Model powstał we współpracy z angielskim producentem samochodów sportowych - Lotus. Gen-2 jest też następcą modelu Wira w wersji hatchback. Sprzedaż tego kompaktowego Protona prowadzona jest, poza Malezją i Dalekim Wschodem, także w Europie: w Wielkiej Brytanii, Irlandii oraz na Cyprze. Model jest też importowany przez prywatną firmę do Niemiec.
W 2008 roku zaprezentowano odmianę sedan modelu Gen-2 - model Persona. Sprzedaż jest prowadzona w Malezji, Australii, Europie zachodniej i na Bliskim Wschodzie.